# Регионы Таиланда
Географически, климатически, с точки зрения природных ресурсов, разнообразия форм рельефа и даже этнического состава населения Таиланд делится на пять основных регионов.

## Центральный Таиланд
Это район обширных плодородных равнин, лежащих частично ниже уровня моря и образованных долиной реки Чаопрайи, её притоками и рукавами, а также прилегающий к ним предгорный пояс. Здесь сконцентрирована основная часть населения, занимающаяся в основном земледелием — выращиванием риса и фруктов. Центральный Таиланд стал колыбелью развития рисоводческой цивилизации. Именно здесь расположена большая часть промышленных предприятий, здесь производится до трети сельскохозяйственной продукции Таиланда, имеется хорошо развитая транспортная сеть, здесь располагается и один из крупнейших мегаполисов мира, столица Таиланда — Бангкок.
Это современный промышленный мегаполис с населением до 12 млн человек и большим количеством промышленных предприятий всех отраслей, торговым портом и главным железнодорожным и автомобильным узлом страны.
Бангкокская равнина начинается на севере там, где реки Пинг и Нан, сливаясь, образуют Чаопрайю. Также на Бангкокскую равнину спускается река Пасак, берущая начало на плато Корат. Равнина также дренируется двумя реками — Меклонгом и Прачинбури. К самым краям равнины подступают низкие холмы, за которыми на небольшом расстоянии возвышаются крутые горы. К западу от равнины, по берегам реки Супханбури, тянутся невысокие холмы, разделенные широкими равнинами. Ежегодно в половодье многочисленные реки и ручьи покрывают равнину новым слоем ила.
По крайне мере раз в год, чаще всего в октябре-ноябре, почти вся Бангкокская равнина скрывается под водой, превращаясь в огромное пресноводное озеро, над поверхностью которого высятся стволы пальм и свайные постройки деревень.
Индустриализация во многом изменила облик Центрального Таиланда за последние 30—40 лет. Здесь никогда не было больших лесных массивов, а за последнее время исчезли и те леса, которые ещё сохранялись. Сегодня лесом покрыты только горные районы провинций Ратчабури — на границе с Мьянмой, Чантхабури и Трат — на границе с Камбоджей.

## Восточное побережье
Охватывает несколько провинций — Трат, Чантбури, Районг. На севере оно достигает холмов и гор, на западе и юге доходит до Сиамского залива и на востоке до границы с Камбоджей. Сильно изрезанное побережье залива окаймлено скалистыми островами, поросшими лесом, а многочисленные реки, текущие на юг, образуют мангровые болота. Вдоль побережья тянутся пляжи с белым песком. Восточное побережье популярно прежде всего благодаря курортной зоне в провинции Чон Бури: здесь расположен самый популярный туристический город Паттайя. Однако в этом же регионе в провинции Районг расположен один из крупнейших в Юго-Восточной Азии торговых портов — Лаем-Чабанг, и целый ряд «зон экспортного производства» — свободных экономических зон, в которых разместили свои производства гиганты индустрии, такие, как «Мишлен», «Мицубиси», «Форд», «Дженерал Моторс» и другие. Все предприятия в этом районе изначально строились с учётом экологических нужд, и поэтому соседство с промышленными объектами практически не отражается на курортной зоне.

## Северный Таиланд
Этот район страны с его горными хребтами и плодородными горными равнинами до сих пор называют Ланна по названию независимого и мощного королевства, существовавшего здесь вплоть до второй половины XIX века. Топографически север страны и часть северо-востока — это горы (общие с Китаем, Мьянмой и Лаосом) и горные долины, самая южная из них — плато Корат на северо-востоке, доходящее почти до Бангкока, и составляющее около трети территории. Волнообразная поверхность плато Корат испещрена невысокими холмами и мелкими озёрами. В дождливый период значительные пространства здесь затопляются, но в засушливое время года этот край страдает от недостатка влаги. Высочайшей точкой Таиланда является гора Дой-Интханон (2576 м) в горном массиве на западной границе. На севере горы покрыты лесами, состоящими из деревьев ценных пород, а в долинах благодаря более сухому климату и благоприятному температурному режиму в изобилии выращиваются «северные» виды фруктов и овощей, не прижившиеся нигде больше на территории страны: картофель, яблоки, клубника. Эти культуры стали выращивать здесь сравнительно недавно, во многом в результате совместной программы ООН и правительства Таиланда по замене опиума на другие виды сельхозпродукции, приносящие стабильный денежный доход. Программа реализуется под патронажем королевской семьи и лично Его Величества Пумипона Адульядета. Здесь развита и деревообрабатывающая и горнодобывающая промышленность, а также народные промыслы и сувенирное производство.

## Северо-Восточный Таиланд
Эта часть страны представляет собой горное плато Корат, находящееся на высоте 300 м над уровнем моря, населённое преимущественно этническими лао. Из-за частых засух и наводнений, а также из-за тонкого слоя плодородной почвы, это самый бедный регион страны. Тем не менее, он же, наряду с центральными равнинами, — рисовая житница страны, а также район, производящий на экспорт знаменитый «жасминовый» рис. Здесь, в Исане, как иначе называется эта территория, требуется значительно больше усилий для выращивания урожая, чем в центре страны, однако в Исане собирают два урожая в год, добиваясь этого более интенсивным трудом и широким применением удобрений. Второе после рисоводства занятие населения — разведение пресноводной рыбы и пресноводных креветок. В последние десятилетия в Исане развивается и промышленность, больше — текстильная и пищевая, однако есть и предприятия тяжёлой индустрии.

## Южный Таиланд
Этот регион представлен полуостровом Малакка. Береговую зону здесь образуют равнины, а осевую часть представляют горы. Между горами находятся небольшие, сильно расчленённые долины. По особенностям рельефа, климата, а также по этническому составу населения Восточное побережье сильно отличается от Западного побережья. Оно имеет почти ровное и правильное очертание, здесь имеется всего лишь несколько бухт, но зато много тянущихся на большие расстояния пляжей. Кроме того, далеко вглубь полуострова вдаются долины и котловины нескольких рек. Севернее Сонгкхлы расположено большое внутреннее море-озеро Тхалелуанг. Западное побережье полуострова имеет менее правильные очертания и сильно изрезано эстуариями рек, оно также изобилует островами, но пляжей здесь мало. Горы во многих местах подходят к морю, и береговая линия, как правило, очень узка. Имеется множество мангровых болот, а побережья рек напоминают затопленные долины. Этот регион страны населён как собственно тайцами, так и народностями малайского происхождения. Большая часть юга покрыта лесистыми холмами, перемежающимися с плантациями тропических фруктов и каучуковых деревьев. Из промышленности здесь наиболее развита пищевая — переработка и заморозка морепродуктов. Юг привлекает значительное количество туристов: если подсчитать длину всех пляжей на посещаемых туристами островах, то их суммарная длина перевалит за три тысячи километров. Среди российских туристов популярны острова Пхукет и Самуи.